# 日下義雄
日下 義雄（くさか よしお、嘉永4年12月25日（1852年1月16日） - 大正12年（1923年）3月18日）は、明治から大正時代の政治家、実業家。位階および勲等は正四位・勲二等。

## 経歴
現在の会津若松市で会津藩の侍医・石田龍玄（常雄）の長男として生まれる。父は農家の出身だが、幼年より医学を学び公家の側醫格となり士分に登用され七人扶持を賜った。龍玄は特に内科の名医として名声があり、貧しきものには無銭にて薬を処方した。母は中村為七郎の娘のちえ子。幼名は五郎。初名は石田伍助。弟に白虎隊二番士中組の1人で飯盛山で自刃した石田和助がいる。妻は水野忠精の娘。
藩校・日新館で学び、鳥羽・伏見の戦いに従軍。会津戦争では、大鳥圭介らと行動をし、落城前に会津を脱出し、箱館戦争に加わった。捕虜となり増上寺で謹慎の時に石田義雄と名乗る。のちに赦免され、会津出身を隠すため日下義雄と改名した。長州藩日下家の養子になったともいわれている。
明治4年（1871年）、井上馨の知遇を得て、彼の推挙で岩倉欧米使節団に同行して、アメリカに留学する。そして、帰国後ヨーロッパを視察し、ロンドンで経済学を研究した。日本に帰国後は内務省などに勤務し、太政官権大書記官などを歴任し、一等駅逓官となったのち1886年（明治19年）2月25日に長崎県令（7月19日より知事に名称改称）となった。同郷の官吏で神保修理の実弟・北原雅長を抜擢し、選挙で初代長崎市長として当選すると日下が構想していた長崎市の水道事業を完成させた。なお赴任した年に清国水兵暴動事件が起こり苦慮した。また、中島川上流中川郷の地に吉野桜数千本を植えて夜桜の名所としたり、保健衛生上の観点から長崎市およびその周辺の土葬を禁止したりした。そして、1889年（明治22年）12月26日に辞職した。
1892年（明治25年）8月20日に福島県知事となった。同県出身者として初である。1895年（明治28年）7月16日に海外経験がかわれて弁理公使（外国大使）となる。
1897年（明治30年）、彼は渋沢栄一などの実業家の協力や地元の資本家らと岩越鉄道株式会社を設立し、多数の一口出資者も集め民間資本独力で、1899年（明治32年）7月15日に郡山と会津若松間を、1904年（明治37年）には喜多方まで開通させた。第一銀行常務取締役などの民間の役員を歴任し、1902年（明治35年）8月に第7回衆議院議員総選挙福島県郡部区から立候補し衆議院議員に初当選。その後落選するも、1912年（明治45年）5月に第11回衆議院議員総選挙福島県若松市区から立候補し再度当選。衆議院議員は通算で2期務めた。会津会会員、稚松会賛助員。墓所は谷中霊園で、日下の墓域には戊辰戦争後に民政局員を斬殺し（束松事件）で獄死した井深元治の墓があったが、立体埋蔵施設に改葬されたため現存しない。

## 栄典
位階
- 1884年（明治17年）7月24日 - 従五位[5]
- 1892年（明治25年）9月26日 - 正五位[6]
- 1896年（明治29年）10月30日 - 従四位[7]

勲章等
- 1889年（明治22年）11月29日 - 大日本帝国憲法発布記念章[8]
- 1894年（明治27年）12月26日 - 勲四等瑞宝章[9]